# 尼古拉·勒布朗
尼古拉·勒布朗（法語：Nicolas Leblanc，發音：[nikɔla ləblɑ̃]；1742年12月6日—1806年1月16日），法国化学家、外科医生，以勒布朗制碱法而闻名。

## 早年生平
勒布朗于1742年12月6日出生于法国谢尔省伊瓦勒普雷。父亲是铁厂的一名下级官员，于1751年去世。随后勒布朗被送往布尔日，原先的家庭密友比安（Bien）医生成为其监护人，并与他居住。在其监护人的影响下，逐渐对医学产生兴趣。1759年比安医生去世后，勒布朗进入巴黎的外科学院（École de Chirurgie）学习医学。
取得硕士学位毕业后，勒布朗开办了一家诊所。于1775年结婚，四年后生下第一个孩子。由于开办诊所赚取的诊费不足以维持家庭的开支，在1780年勒布朗接受了由奥尔良公爵路易-菲利普二世提供的私人医生的职位。

## 勒布朗制碱法
1775年，法兰西科学院设奖悬赏能从廉价的食盐生产得到急需的纯碱的方法。1791年勒布朗成功的实现了通过两步从食盐合成纯碱的方法并取得了法兰西科学院的悬赏奖励。该方法的第一步是将食盐与浓硫酸在800-900°C下混合，释放出氯化氢气体，同时得到硫酸钠（反应方程式：2 NaCl + H2SO4 → Na2SO4 + 2 HCl）。第二步是将得到的硫酸钠碾碎后与木炭和石灰石充分混合并焙烧得到纯碱（反应方程式：Na2SO4 + CaCO3 + 2 C → Na2CO3 + CaS + 2 CO2）。
一年后，一家年产量320吨纯碱的工厂(他自己拥有)开始投入运转生产。

## 晚年
两年后，该工厂被法国革命政府没收，并拒绝支付他十年前赢得的奖金。
1802年，拿破仑将工厂（但没有奖金）归还给了勒布朗，但那时他已经无力运营。1806年，勒布朗举枪自尽。